# 特拉瓦索斯
特拉瓦索斯，是西班牙卡斯蒂利亚-莱昂萨莫拉省的一个市镇。 总面积93平方公里，总人口910人（2001年），人口密度10人/平方公里。